# Stadtarchiv Neuss

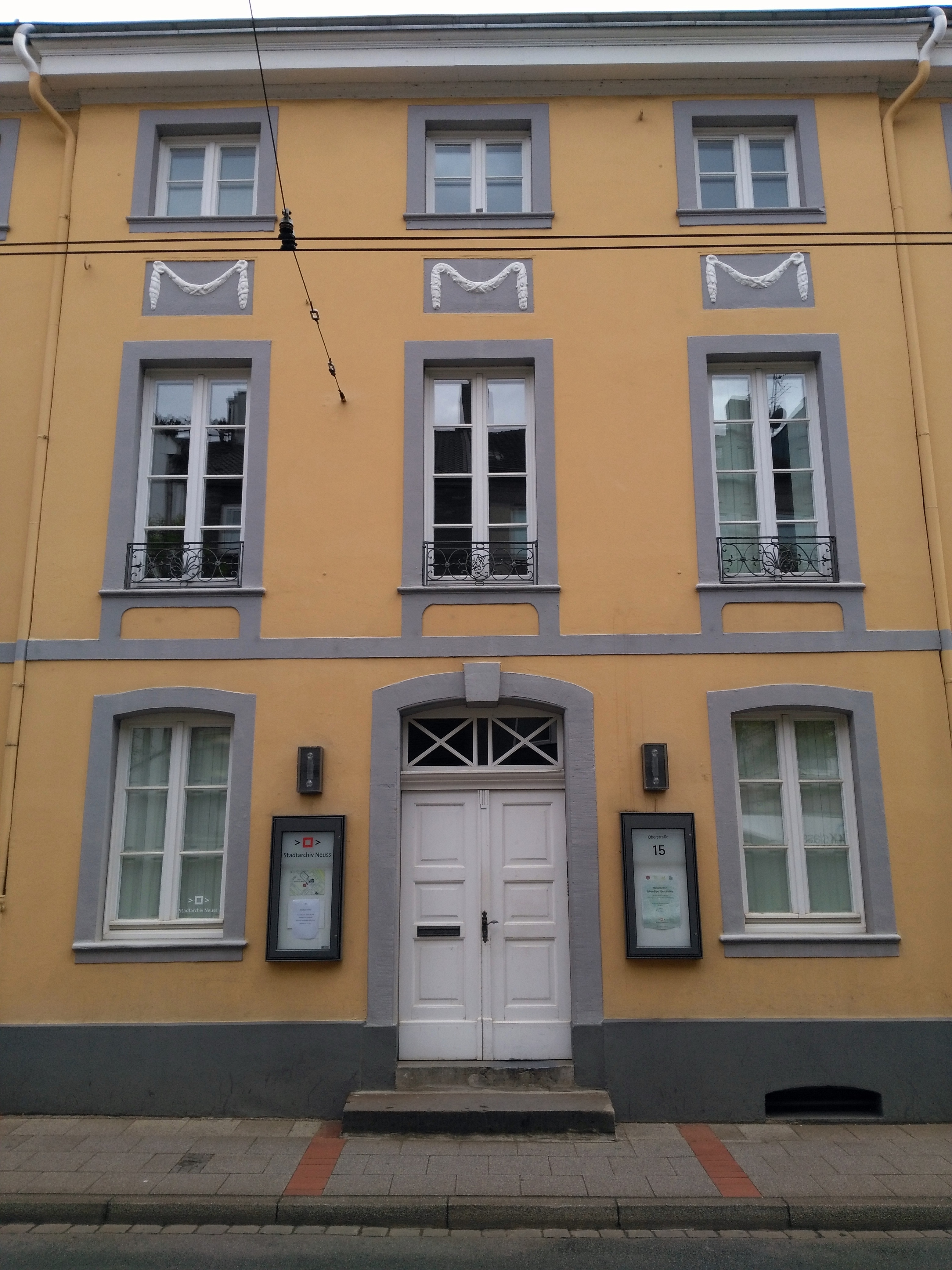
Stadtarchiv Neuss

Das Stadtarchiv Neuss ist ein kommunales Archiv. Es verwahrt auf etwa 4000 Regalmetern Dokumente zur Geschichte der Stadt Neuss vom Mittelalter bis in die Gegenwart. Seit 1967 ist es in zwei denkmalgeschützten Gebäuden in der Oberstraße 15 untergebracht.

## Geschichte
Ein Archivum publicum in Neuss wird erstmals 1247 urkundlich erwähnt. Es befand sich im Rathaus der Stadt und war dem Stadtschreiber unterstellt. Bei einem Großbrand 1586 gingen einige Dokumente verloren. 1876 lehnte es der Stadtrat ab, das Archiv an das Staatsarchiv in Düsseldorf abzugeben. 1944 wurden wertvolle Bestände nach Schloss Niesen bei Willebadessen ausgelagert, um sie vor Kriegseinwirkungen zu schützen. Von 1950 bis 1961 wurde das Archiv von Irmgard Feldhaus geleitet, die auch für die Stadtbibliothek und das Clemens-Sels-Museum zuständig war. 1961 wurde das Archiv eigenständig und erhielt mit Joseph Lange einen hauptamtlichen Stadtarchivar. 1967 erfolgte der Umzug in ein von der Stadt angekauftes Gebäude. 1978 übernahm Jürgen Huck die Leitung des Stadtarchivs und hatte sie bis zu seiner Pensionierung 1989 inne. Auf ihn folgt 1989 Rolf Nagel als Archivleiter. Seit 2002 wird das Archiv von Jens Metzdorf geleitet. Ein Förderverein, das Forum Archiv und Geschichte Neuss e. V., gründete sich 2008.

## Gebäude
Verwaltung und Lesesaal befinden sich in einem Gebäude, das 1778 in klassizistischem Stil als Posthaus der Kaiserlichen Reichspost errichtet wurde. Erster Posthalter war Peter Joseph Nepes. Das Gebäude diente bis 1834 als Posthaus. Von 1851 bis 1905 war es Sitz der Stearinlichterfabrik Gebrüder Sels, danach der Kerzenfabrik Oberbeck&Sohn. 1965 wurde es von der Stadt angekauft.
Das Magazin befindet sich in einem 1909 aus Eisenbeton gebauten ehemaligen Lagerhaus im Hof. Es wurde 2009 saniert.

## Veröffentlichungen
Neben anderen Veröffentlichungen zur Geschichte von Neuss gibt das Stadtarchiv seit 2004 gemeinsam mit dem Clemens-Sels-Museum das Jahrbuch Novaesium. Neusser Jahrbuch für Kunst, Kultur und Geschichte ISSN 0077-7862 heraus.